# Leichtathletik-Europameisterschaften 1954/Diskuswurf der Männer

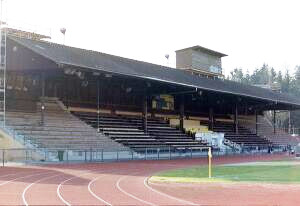
Tribüne des Stadions Neufeld in Bern

Der Diskuswurf der Männer bei den Leichtathletik-Europameisterschaften 1954 wurde am 26. und 28. August 1954 im Stadion Neufeld in Bern ausgetragen.
In diesem Wettbewerb wiederholten sich auf den ersten beiden Plätzen die Resultate der Europameisterschaften 1946, der Olympischen Spiele 1948 sowie der Europameisterschaften 1950. Es gab einen Doppelsieg für Italien. Europameister wurde Adolfo Consolini vor Giuseppe Tosi. Bronze ging an den Ungarn József Szécsényi.

## Bestehende Rekorde
| Weltrekord           | 59,28 m | Fortune Gordien  | Pasadena, USA       | 22. August 1953 |
| Europarekord         | 55,79 m | Ferenc Klics     | Budapest, Ungarn    | 4. Juli 1954    |
| Meisterschaftsrekord | 53,75 m | Adolfo Consolini | EM Brüssel, Belgien | 26. August 1950 |

Der bestehende EM-Rekord wurde bei diesen Europameisterschaften nicht erreicht. Der italienische Europameister Adolfo Consolini verfehlte seinen eigenen Rekord mit seinem Siegeswurf von 53,44 m allerdings nur um 31 Zentimeter. Zum Europarekord fehlten ihm 2,35 m, zum Weltrekord 5,84 m.

## Qualifikation
26. August 1954, 16:15 Uhr
Die 23 Teilnehmer traten zu einer gemeinsamen Qualifikationsrunde an. Dreizehn Athleten (hellblau unterlegt) erreichten die Qualifikationsweite für den direkten Finaleinzug von 45,00 m. Damit war die Mindestanzahl von Teilnehmern m Finale um einen Werfer übertroffen.
| Platz | Name                    | Nation           | Weite (m) |
| ----- | ----------------------- | ---------------- | --------- |
| 1     | Adolfo Consolini        | Italien          | 50,93     |
| 2     | Roland Nilsson          | Schweden         | 50,50     |
| 3     | József Szécsényi        | Ungarn           | 50,15     |
| 4     | Oto Grigalka            | Sowjetunion      | 49,23     |
| 5     | Heino Heinaste          | Sowjetunion      | 48,78     |
| 6     | Giuseppe Tosi           | Italien          | 48,40     |
| 7     | Jan Vrábel              | Tschechoslowakei | 47,91     |
| 8     | Vitomir Krivokapić      | Jugoslawien      | 47,74     |
| 9     | Ferenc Klics            | Ungarn           | 47,38     |
| 10    | Karl Oweger             | BR Deutschland   | 46,93     |
| 11    | Mark Pharaoh            | Großbritannien   | 46,32     |
| 12    | Günther Noack           | BR Deutschland   | 46,25     |
| 13    | Carol Lindroos          | Finnland         | 45,05     |
| 14    | Jean Darot              | Frankreich       | 44,49     |
| 15    | Konstantinos Giataganas | Griechenland     | 44,31     |
| 16    | Oskar Hafliger          | Schweiz          | 43,85     |
| 17    | Joop Fikkert            | Niederlande      | 43,52     |
| 18    | Manuel Silva            | Portugal         | 42,99     |
| 19    | Hallgrímur Jónsson      | Island           | 42,90     |
| 20    | Antonios Kounadis       | Griechenland     | 42,79     |
| 21    | Nuri Turan              | Türkei           | 42,05     |
| 22    | Mathias Mehr            | Schweiz          | 41,14     |
| 23    | Oskar Ospelt            | Liechtenstein    | 33,14     |

## Finale
28. August 1954, 17:15 Uhr

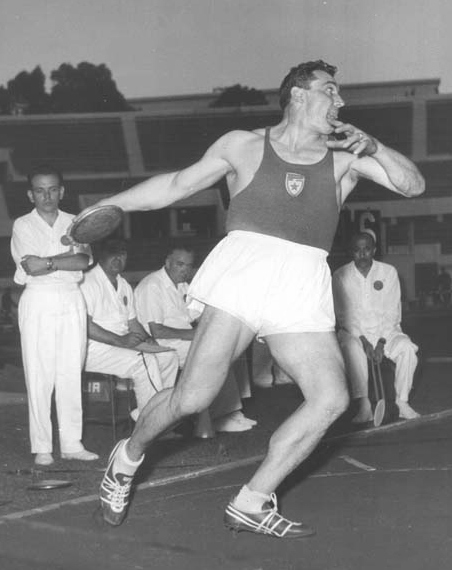
Adolfo Consolini errang seinen dritten Titel in Folge
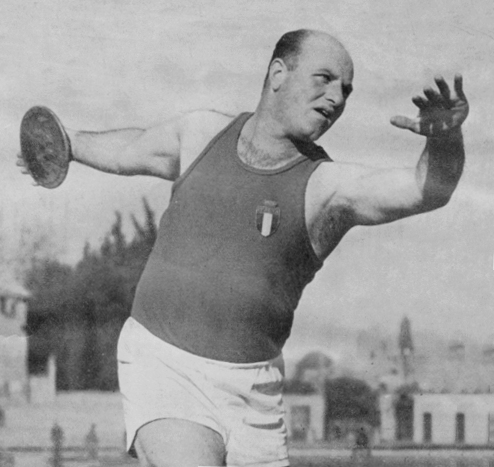
Giuseppe Tosi – zum dritten Mal Vizeeuropameister hinter Adolfo Consolini
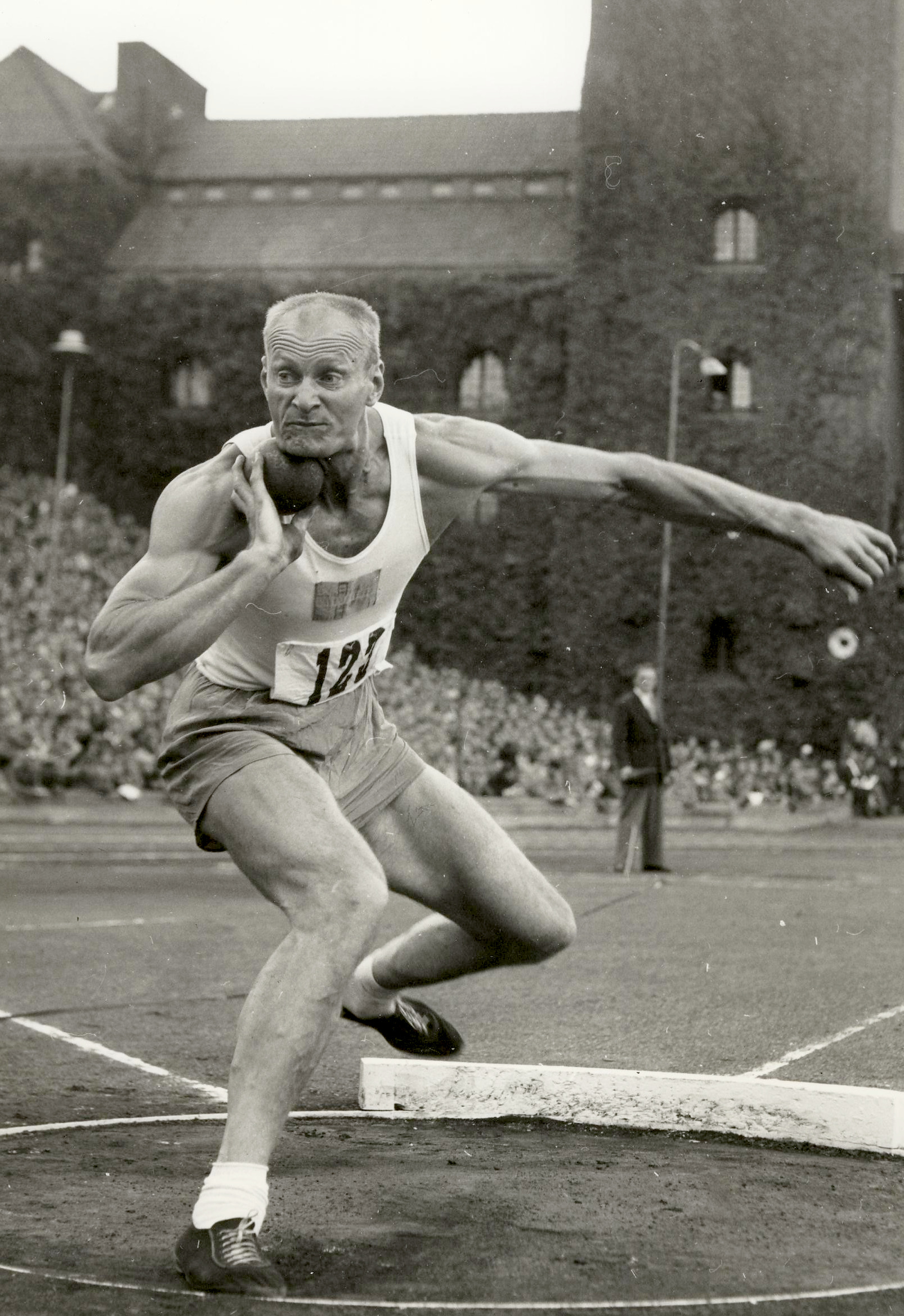
Roland Nilsson – Fünfter im Diskuswurf / Vierter im Kugelstoßen

| Platz | Name               | Nation           | Weite (m) |
| ----- | ------------------ | ---------------- | --------- |
| 1     | Adolfo Consolini   | Italien          | 53,44     |
| 2     | Giuseppe Tosi      | Italien          | 52,34     |
| 3     | József Szécsényi   | Ungarn           | 51,58     |
| 4     | Ferenc Klics       | Ungarn           | 51,43     |
| 5     | Roland Nilsson     | Schweden         | 50,97     |
| 6     | Oto Grigalka       | Sowjetunion      | 50,60     |
| 7     | Vitomir Krivokapić | Jugoslawien      | 48,79     |
| 8     | Jan Vrábel         | Tschechoslowakei | 48,76     |
| 9     | Karl Oweger        | BR Deutschland   | 48,23     |
| 10    | Mark Pharaoh       | Großbritannien   | 47,79     |
| 11    | Carol Lindroos     | Finnland         | 46,21     |
| 12    | Heino Heinaste     | Sowjetunion      | 46,09     |
| 13    | Günther Noack      | BR Deutschland   | 44,94     |